# Communauté de communes de la Vallée d'Aspe
La communauté de communes de la Vallée d'Aspe est une ancienne communauté de communes française, située dans le département des Pyrénées-Atlantiques et la région Nouvelle-Aquitaine.
Depuis le 1er janvier 2017, elle est intégrée à la communauté de communes du Haut Béarn.

## Composition
La communauté de communes regroupe 13 communes qui forment également le canton d'Accous :
| Code INSEE | Commune         | Maire                           | Population | Superficie | Densité       | Délégués |
| ---------- | --------------- | ------------------------------- | ---------- | ---------- | ------------- | -------- |
| 64006      | Accous          | Paule Bergés                    | 431 hab.   | 6 068 ha   | 7,1 hab./km²  |          |
| 64085      | Aydius          | Bernard Choy                    | 102 hab.   | 3 472 ha   | 2,9 hab./km²  |          |
| 64104      | Bedous          | Henri Bellegarde                | 530 hab.   | 1 164 ha   | 45,5 hab./km² |          |
| 64136      | Borce           | Jean-Claude Coustet             | 173 hab.   | 5 805 ha   | 3,0 hab./km²  |          |
| 64185      | Cette-Eygun     | Jean Gastou                     | 80 hab.    | 1 897 ha   | 4,2 hab./km²  |          |
| 64206      | Escot           | Alain Camsusou                  | 127 hab.   | 2 266 ha   | 5,6 hab./km²  |          |
| 64223      | Etsaut          | Élisabeth Médard                | 81 hab.    | 3 495 ha   | 2,3 hab./km²  |          |
| 64330      | Lées-Athas      | Patrick Maunas                  | 291 hab.   | 4 481 ha   | 6,5 hab./km²  |          |
| 64336      | Lescun          | François Baye                   | 184 hab.   | 6 066 ha   | 3,0 hab./km²  |          |
| 64351      | Lourdios-Ichère | Marthe Clot                     | 146 hab.   | 1 624 ha   | 9,0 hab./km²  |          |
| 64433      | Osse-en-Aspe    | Gérard Burs                     | 334 hab.   | 4 303 ha   | 7,8 hab./km²  |          |
| 64506      | Sarrance        | Jean-Pierre Chourrout-Pourtalet | 216 hab.   | 4 675 ha   | 4,6 hab./km²  |          |
| 64542      | Urdos           | Jacques Marquèze                | 66 hab.    | 3 627ha    | 1,8 hab./km²  |          |
|            |                 |                                 | 2 761 hab. | 48 943 ha  | 5,6 hab./km²  | 31       |

La communauté de communes fait partie du Pays d'Oloron et du Haut-Béarn.